# Dmitri Konstantinowitsch Sowetkin
Dmitri Konstantinowitsch Sowetkin (russisch Дмитрий Константинович Советкин; * 17. Apriljul. / 29. April 1838greg. in Moskau; † 21. Novemberjul. / 4. Dezember 1912greg. in Wladimir) war ein russischer Maschinenbauingenieur.

## Leben
Sowetkin war der Sohn eines leibeigenen Schneiders und verwaiste früh. Seine Erziehung erhielt er im Moskauer Kaiserlichen Waisenhaus. Dann besuchte er das 3. Moskauer Gymnasium. Aufgrund seiner Leistungen konnte er dank der Fürsprache Alexander Stepanowitsch Jerschows nun an der Moskauer Gewerbeschule studieren. Nach dem Abschluss 1858 blieb er dort als Repetent. Dann leitete er den Zeichensaal. 1863 wurde er zum Studienmeister und später zum Ingenieur-Mechaniker ernannt.
1868 wurde die Moskauer Gewerbeschule die Kaiserliche Moskauer Technische Hochschule (IMTU) mit Wiktor Karlowitsch Della-Vos als erstem Direktor. Ab 1869 leitete Sowetkin dort die Schlossermeisterschule. Zusammen mit einer Gruppe von Lehrern der IMTU entwickelte er ein neues berufsorientiertes Ausbildungskonzept mit wissenschaftlichem Grundstudium in Kombination mit praktischer Ausbildung. Della-Vos übernahm das Konzept und gestaltete dementsprechend das Lehrsystem in der IMTU neu. Das neue Lehrsystem erhielt höchste Auszeichnungen auf der Allrussischen Manufaktur-Ausstellung 1870 und auf der Polytechnischen Ausstellung 1872 in Moskau und wurde in die russischen technischen Schulen eingeführt. Dieses System wurde als russische Lehrmethode bekannt. Sie wurde auf der Weltausstellung 1873 in Wien und der Centennial Exhibition 1876 in Philadelphia mit Goldmedaillen ausgezeichnet und war dann eine Grundlage für viele Ausbildungssysteme anderer Länder. Das Massachusetts Institute of Technology führte als eines der ersten Institute die russische Methode ein.
Sowetkin betätigte sich auch als Erfinder. Er konstruierte einen Doppelschar-Pflug und eine Dreschmaschine mit Drei-Pferde-Antrieb, die auf der Allrussischen Landwirtschaftsindustrie-Ausstellung 1864 in Moskau mit Goldmedaillen ausgezeichnet wurden.

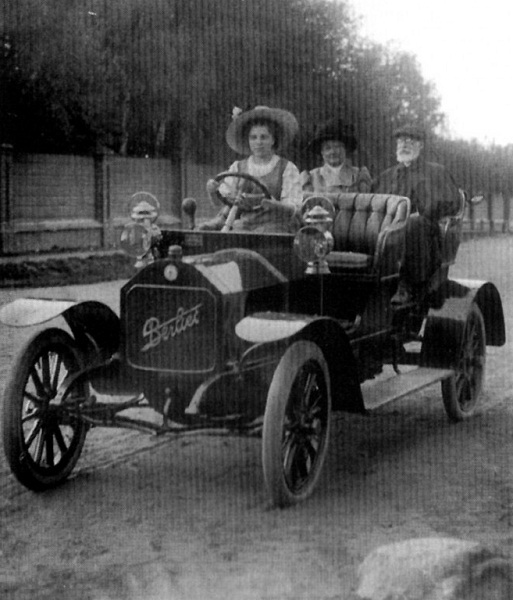
Sowjetkin mit Frau und Tochter in seinem Automobil

1881 wurde Sowetkin Inspektor der Lehrwerkstätten der IMTU.
1885 verließ Sowetkin die IMTU und wurde erster Direktor der neuen von Juri Stepanowitsch Netschajew-Malzow gestifteten Wladimirer I.-S.-Malzow-Landgewerbeschule (nach der Oktoberrevolution Mechanik-Technikum, ab 1940 Luftfahrt-Mechanik-Technikum, seit 1991 Luftfahrt-Mechanik-College). Vorgesehen war für die Schule die Beleuchtung durch Petroleumlampen und Kerzen. Sowetkin kaufte im Ausland einen Dynamo und richtete im linken Flügel des Schulgebäudes mit einer britischen Dampfmaschine ein Kraftwerk ein, das ab 1885 den Strom für die elektrische Beleuchtung der Schulwerkstätten lieferte. 1888 wurde eine Beleuchtungsanlage von Siemens und Halske installiert. 1908 wurde die Dampfmaschine durch einen Dieselmotor und der alte Dynamo durch einen leistungsfähigeren Generator ersetzt, so dass nun alle Räume der Schule elektrisch beleuchtet werden konnten.
1890 bekam Sowetkin vom US-amerikanischen Bildungsrat ein neustes zweisitziges offenes Automobil geschenkt als Zeichen des Danks und der Anerkennung seiner großen Verdienste um den Unterricht in technischen Fächern. Damit war Sowetkin der erste Autobesitzer in Wladimir. 1900 finanzierte Juri Stepanowitsch Netschajew-Malzow ein weiteres Automobil für den Schuldirektor Sowetkin, der sich schon immer für Autos begeistert hatte.